# 小行星4555
小行星4555（英語：4555）是一颗围绕太阳公转的小行星。1987年8月24日，S. Singer-Brewster在帕洛马山发现了此天体。
这颗小行星的绝对星等为142.0307784650852等。